# Браян Трейсі
Браян Трейсі (народився 5 січня 1944, Ванкувер, Канада) — канадсько-американський письменник із саморозвитку, оратор-мотиватор, підприємець, психолог.

## Біографія
Браян Трейсі народився 5 січня 1944 року в Канаді у небагатій родині. Батько був теслею, а мати вчителька. Сім'я емігрувала з Лондона в США, коли хлопчикові виповнився рік. А коли Браяну було дев'ять, помер його батько. Браян пройшов важкий шлях. Покинувши школу незадовго до закінчення, він влаштувався працювати на пароплав. Вісім років подорожував світом, побував більш ніж у вісімдесяти країнах на п'яти континентах. Декілька років хлопець працював на некваліфікованих роботах.
Ще з юнацтва його постійно цікавило питання: чому при рівних можливостях одні люди успішні, а інші — ні. Залишивши роботу чорноробочого, зайнявся продажами. Через 2 роки в віці 25 років він уже був віце-президентом.
Здобути вищу освіту майбутній легенді вдалося завдяки своїм блискучим здібностям. Він заслужив стипендію від знаменитого Колумбійського університету. Закінчивши навчання, Браян влаштувався на роботу «хлопчика на побігеньках» в брокерську компанію з зарплатою $12 на тиждень. В його обов'язки входило відзначати курси акцій і облігацій на дошці з котируваннями. Через п'ять років Браян Тейсі заробляв уже $1'000'000.00 на рік

## Кар'єра
Браян Трейсі є головою та директором компанії Brian Tracy International, заснованої ним 1984 року в Ванкувері, Канада. Компанія дає консультації з питань лідерства, продажу, почуття власної гідності, мети, стратегії, творчості та психології успіху.
Головний офіс компанії знаходиться в Сан-Дієго, штат Каліфорнія.
До заснування своєї компанії Браян Трейсі будував кар'єру в сфері продаж та маркетингу. Аналізуючи життя людей, він знаходить відповідь на це питання й починає роботу над своєю «системою успіху».
У нинішній час він є президентом трьох компаній з штаб-квартирою в Солана-Біч, штат Каліфорнія. Браян Трейсі є професійним лектором, педагогом, консультантом і письменником.
В ході кар'єри Браян Трейсі провів понад 4500 семінарів по всьому світу для більш, ніж 500 компаній. Щорічно слухачами його семінарів з особистісного розвитку стає більше 400 тисяч чоловік, в число яких входять керівники та співробітники провідних компаній світу. У 1985 році він випустив семінар під назвою «Психологія досягнень» на аудіо-касетах, який пізніше став бестселером і перекладений 50 мовами.

## Книги
До переліку американських бестселерів відносять книгу «Вийди із зони комфорту». Саме вона зробила письменника таким популярним у всьому світі. У цьому творі автор дає 21 цінну пораду щодо того, як правильно організувати свій робочий час, навчитися ставити чіткі завдання, планувати і досягати успіху в будь-якій справі. Книга перекладена на 40 мов світу, а її загальний тираж перевищує 1,2 млн примірників.
«Досягнення максимуму» - одна з найбільш відомих мотиваційних книг Брайана Трейсі. Основне завдання, яке ставить перед собою письменник в цій роботі, - навчити людей розвивати свої таланти і прокладати шлях до успіху максимально швидко. Для цього автор виводить 12 важливих законів, дотримуючись яких кожен навчиться притягувати до себе потрібних людей, цінні ідеї і можливості.
Серед інших творів варто виділити «Як керують найкращі», «Сила впевненості в собі», «Заробляй стільки, скільки ти справді коштуєш», «Як розбагатіти з нуля», «Дій з розумом!», «Зроби це зараз», «Ніяких виправдань!».